# Cel·la Peltier

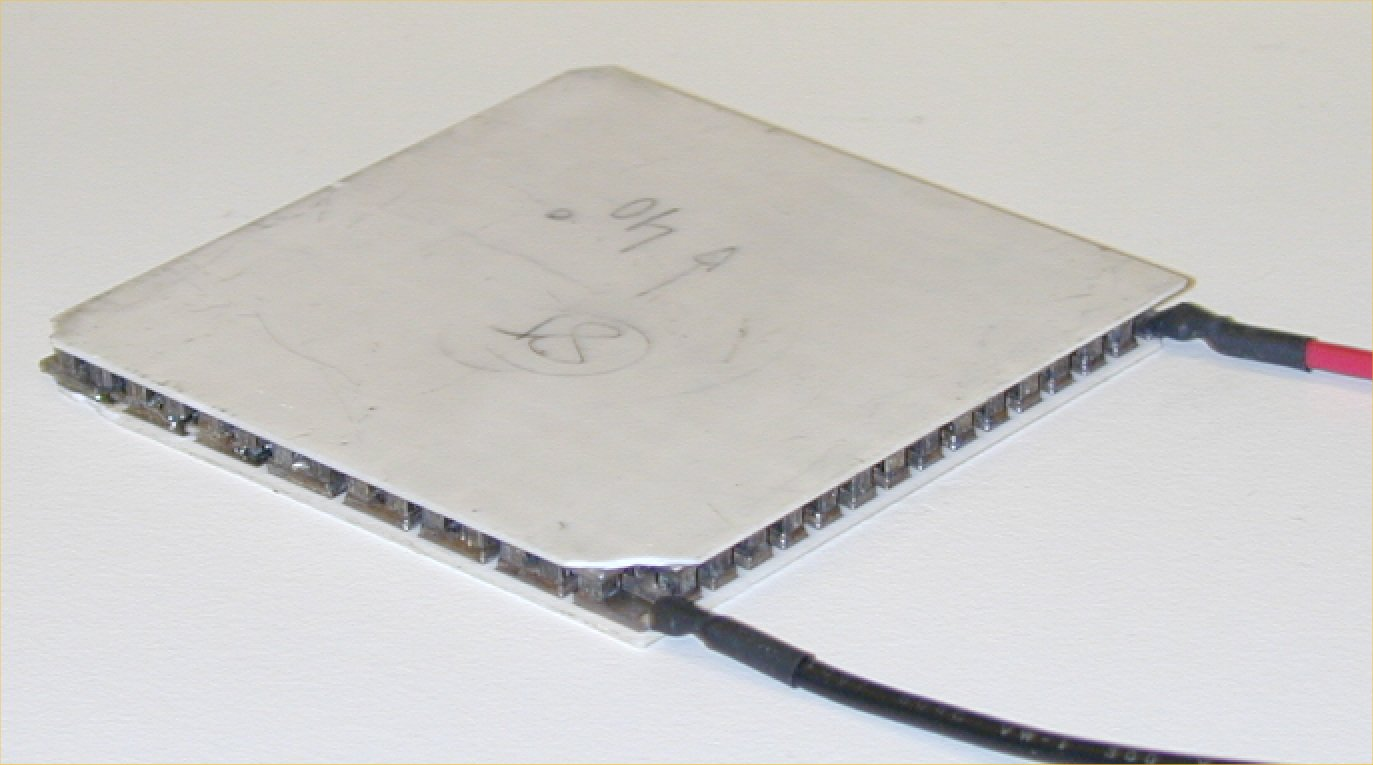
Cel·la de Peltier petita. Quan s'aplica una diferència de potencial entre els cables d'alimentació, una de les dues cares s'escalfa mentre que l'altra es refreda.

La cel·la Peltier és un dispositiu termoelèctric que consta de moltes unions d'efecte Peltier en sèrie; juntament amb els dispositius d'efecte Seebeck constitueix una aplicació dels anomenats sistemes "termoelèctrics". El seu nom deriva de Jean Charles Athanase Peltier.
La cel·la Peltier és bàsicament una bomba de calor d'estat sòlid amb l'aspecte d'una placa prima; una de les dues superfícies absorbeix calor mentre que l'altra l'emet. La direcció en què es transfereix la calor depèn de la direcció del corrent continu aplicat als extrems de la pròpia placa.

## Estructura

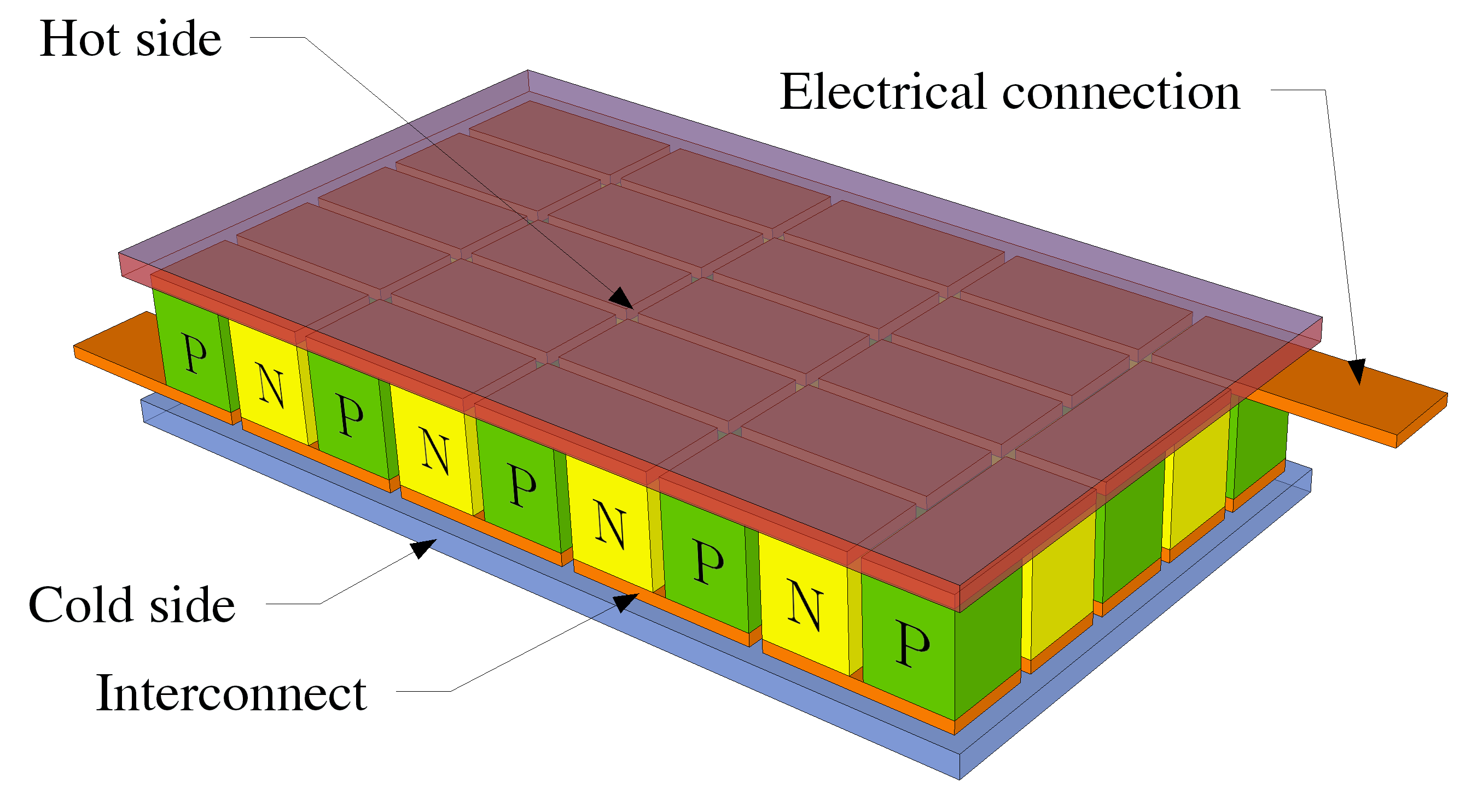
Estructura d'una cel·la Peltier.

Una cel·la Peltier comuna està formada per dos materials semiconductors dopats de tipus N i tipus P, units entre si per una làmina de coure. Si s'aplica una tensió positiva al tipus N i una tensió negativa al tipus P, la làmina superior es refreda mentre la inferior s'escalfa. Invertint la tensió s'inverteix el desplaçament de l'energia tèrmica. Al mercat hi ha cel·les Peltier aïllades i cel·les Peltier no aïllades: les primeres estan recobertes per sota i per sobre amb material ceràmic i garanteixen uns rendiments més alts que les segones.

## Alimentació
Havent d'absorbir el treball per transferir calor segons el segon principi de la termodinàmica, és a dir, establir la diferència de temperatura estacionària, les cel·les Peltier necessàriament absorbeixen una gran quantitat de corrent elèctric. Una cel·la típica de 25 W 30 × 30 × 4 mm sol tenir una caiguda de tensió a través d'ella de només 8,5 V i, per tant, absorbeix 2,1 A. A més, a causa de la corba característica tensió-corrent de la unió, el dispositiu normalment s'alimenta amb limitació de corrent (és a dir, corrent constant).
Si s'utilitza un conjunt de cel·les per moure una determinada quantitat de calor, com en el cas del refredament d'un díode làser o d'altra manera en el cas del refredament d'un sensor, cal tenir en compte que per fer que la cel·la funcioni òbviament caldrà eliminar, del costat de la unió "calenta", també la calor relacionada amb la potència subministrada a la unió i perduda per l'eficiència; a causa de la modesta eficiència, només una part limitada de la calor a eliminar correspon a la que realment es mou.
L'eficiència d'una cel·la Peltier és màxima quan la diferència entre el costat calent i el costat fred és molt baixa i com menor és el corrent absorbit. El sistema és una mica ineficient i pot tenir alguna justificació, si està ben governat, només per la possibilitat de realitzar un refredament molt precís, tant puntual (en el sentit de refredar només punts concrets) com per l'interval de temperatura que pot gestionar localment.
Per aquest motiu, les cel·les Peltier s'utilitzen principalment on cal moure petites quantitats de calor: són molt útils, per exemple, per baixar la temperatura de les peces passives (és a dir, que no generen calor).

## Funcionament

Diagrama de funcionament d'una cel·la Peltier.

L'ús comú de la cel·la és la resta de calor mitjançant l'adhesió del costat fred al cos a refredar; la resta de calor es veu afavorida per la creació de ponts tèrmics adequats (adhesius tèrmicament conductors o, per a una millor transferència tèrmica, làmines de grafit amb un gruix d'unes dècimes de mil·límetre) que permetin la millor conducció. La calor restada es transfereix al costat calent, juntament amb la calor operativa (que és la major part); al costat calent, la calor s'ha de transferir a l'entorn extern.
El principal problema és el control de la intensitat de corrent que correspon a la deguda resta de calor; si la font de calor canvia de valor d'emissió de calor, la resta que duu a terme la cel·la també ha de variar en conseqüència. Aquesta variació s'ha de fer possiblement amb detectors de temperatura perquè, mitjançant un circuit de retroalimentació adequat, la intensitat de corrent administrada a la cel·la mantingui el funcionament en els intervals de temperatura admissibles.
De fet, es pot comprovar que:
- la font de calor refrigerada disminueix la producció de calor o deixa de produir-la. En aquest cas, la resta de calor de la cel·la, si no es controla, pot baixar la temperatura per sota del punt de congelació en pocs segons. Si la part refrigerada és, per exemple, una CPU d'ordinador, això vol dir que el complex de placa CPU-Peltier es pot congelar i, si s'exposa a l'atmosfera, condensar sobre el component la humitat atmosfèrica en el gel;
- la font de calor augmenta la producció de calor. En aquest cas, l'augment de la temperatura de la font, en funció de la resta de calor realitzada, augmenta la temperatura del costat calent de la cel·la. Si aquesta temperatura supera el valor màxim permès, la cel·la es pot "cuinar", és a dir, es pot danyar irreparablement i deixar de funcionar; a més, el dany interromp la dissipació de la calor i, per tant, fins i tot les parts que ja no es refreden es poden danyar al seu torn.

En resum, si cal preveure la resta de quantitats variables de calor, el funcionament de la cel·la s'ha de regir acuradament de manera variable; tota l'energia subministrada al sistema s'ha d'extreure en forma de calor de manera eficient i segura del costat calent i dispersa cap a l'exterior.

## Usos
Les cel·les Peltier s'utilitzen quan petites quantitats de material s'han de refredar ràpidament. S'utilitzen per exemple per congelar mostres biològiques, per refredar els sensors CCD de telescopis i càmeres tèrmiques, en làsers per mantenir estable la temperatura de treball i, de vegades, per refredar CPU o GPU mitjançant un tub de calor per refredar el costat de la cel·la que s'escalfa. . .
L'element de refrigeració també s'utilitza en petits refrigeradors portàtils de cotxes i autocaravanes i en mini-dispensadors d'aigua freda. En aquest darrer cas, s'uneix a la cel·la un dissipador de calor amb la superfície aletada immersa en el líquid, que a l'altre costat transmet la calor a un dissipador de calor actiu (és a dir, equipat amb un ventilador). Entre un component i un altre és possible trobar pasta tèrmicament conductora comuna. Bàsicament, el sistema de refrigeració es basa en el mateix principi que la refrigeració de CPU, GPU i chipset.
Per les raons esmentades anteriorment, és necessari utilitzar fonts d'alimentació adequades amb una capacitat d'alimentació de corrent adequada per a la cel·la a utilitzar.

## Reversibilitat

Diagrama de funcionament d'una cel·la Peltier utilitzada per produir electricitat a partir d'una diferència de temperatura.

Les cel·les Peltier són reversibles gràcies a l'efecte Seebeck: escalfant un costat i refredant l'altre, circularà un corrent continu en un circuit elèctric connectat als extrems de la cel·la, proporcional a la diferència tèrmica entre les dues cares. La diferència de potencial a través de la cel·la és directament proporcional al nombre d'elements presents a l'interior de la cel·la, mentre que el corrent és inversament proporcional al nombre d'elements. Aquesta relació es pot resumir amb les següents expressions matemàtiques:
I = V / Ne
Ne = V / I
V = Ne I
on:
- I és la intensitat del corrent generat (expressada en amperes)
- V és la diferència de potencial elèctric (expressada en volts) a través de la cel·la
- És el nombre d'elements presents a l'interior de la cel·la.

Gràcies a la possibilitat d'aprofitar l'efecte Seebeck, les cel·les Peltier es poden adoptar com a generadores. En les plaques solars d'efecte Seebeck les cel·les s'escalfen per la part exposada al sol, possiblement amb l'efecte concentrador d'una lent de Fresnel, mentre que per l'altra es refreden per un intercanviador travessat per un flux d'aigua freda, obtenint una diferència de temperatura d'uns 60 °C entre els dos costats. De fet, hi ha un límit inferior de temperatura en la temperatura ambient i un límit superior en la resistència dels materials de la cel·la. Aquest aspecte podria ser interessant en la seva aplicació en regasificadors, on podria assolir alts diferencials de temperatura basant-se en el fred (-160 °C) en comparació amb la temperatura ambient en lloc de la calor (i, per tant, no ser danyat per les altes temperatures).

## Límits de les cel·les Peltier
Les cel·les Peltier tenen unes grans limitacions que penalitzen el seu ús.
- L'eficiència de la cel·la Peltier és molt baixa: l'energia elèctrica d' entrada és molt més gran que l'energia tèrmica presa del costat fred o, en altres paraules, l'eficiència és baixa. Això vol dir que la quantitat de calor dissipada per la cel·la és molt més gran que la que es pot eliminar del costat fred o que, a l'inrevés, només una petita fracció de l'energia tèrmica que passa a la cel·la es transforma realment en elèctrica. energia. Això limita l'ús de la cel·la Peltier a aplicacions la potència de les quals és molt baixa.

Convecció tèrmica (CFD) calculada d'una cel·la Peltier refrigerada per dissipadors de calor. L'aire calent puja mentre l'aire fred cau.

- Atès que la cel·la està travessada per un flux de calor entre els dos costats, per maximitzar la diferència de temperatura respecte a l'ambient pel costat fred i evitar que el costat calent arribi a temperatures perjudicials per a la pròpia cel·la (normalment al voltant dels 75 °C). °C) cal eliminar la calor generada a través de dissipadors de calor, radiadors o tubs de calor, que generalment tenen dimensions i peses diversos ordres de magnitud superiors a les pròpies cel·les. Això implica que la mida d'un sistema tèrmic basat en cel·les Peltier depèn principalment del sistema de refrigeració del mateix.

## Identificació
La majoria de les cel·les Peltier tenen una inscripció, generalment col·locada al costat càlid, que resumeix les seves característiques principals. L'identificador sol tenir la forma TEX # -NNNAA, on TE significa Thermo Electric (convertidor), X és una lletra que descriu la mida de la cel·la (C = estàndard, S = petita), # representa el nombre d'etapes (normalment 1) i les dues sèries de números després del guió són, respectivament, el nombre NNN d'elements (per exemple 127) i el corrent nominal en amperes (els valors típics estan entre 6 i 10 A). Així, per exemple, una cel·la anomenada TEC1-12706 serà una cel·la de mida estàndard, una etapa, amb 127 elements i un corrent nominal de 6 A. La potència de la cel·la dependrà de la tensió nominal. Les cel·les d'aquest tipus que tinguin una font d'alimentació de 12 V tindran una potència nominal de 72 W; les cel·les dissenyades per funcionar a 15,4 V tindran una capacitat de 91,2 W.